# Gootbos
Het Gootbos is een bos- en natuurgebied aan de Ginstberg in Oosterzele in de Belgische provincie Oost-Vlaanderen. Het bronbos is 9 hectare groot. Het bosgebied maakt deel uit van het Vlaams Ecologisch Netwerk en is Europees beschermd als onderdeel van Natura 2000-habitatrichtlijngebied 'Bossen van het zuidoosten van de Zandleemstreek'.